# Don Pedro, il crudele
Don Pedro, il crudele (Inés de Castro) è un film del 1944 diretto da José Leitão de Barros che racconta il forma romanzata la storia d'amore tra il re del Portogallo Don Pedro e Ines de Castro dama di compagnia della sua prima moglie Costanza Manuel.

## Trama
Solo per scopi politici viene organizzato il matrimonio da Don Pedro, futuro re del Portogallo e Costanza Manuel che parte dalla natia Castiglia alla volta del Portogallo accompagnata dalla cugina e dama di compagnia Ines de Castro.
Dopo la nascita dell'erede nasce l'amore sincero tra Pedro e Ines. La coppia cerca di mantenere segreta la relazione ma Pedro sarebbe disposto a tutto pur di non rinunciare a lei e dopo la morte di Costanza iniziano a convivere lontanto dalla corte.
La nobiltà portoghese, preoccupata dalla mancanza di un erede legittimo (il figlio di Costanza era debole mentre i figli di Ines sani e forti) chiedono l'intervento del re Alfonso che pur di mantenere la pace nel suo paese accetta di condannare a morte la donna, unico modo per costringere il figlio Pedro a sposarsi nuovamente e mettere al mondo un nuovo erede per garantire la continuità dinastica.
Dopo un confronto con la donna il re forse si pente ma i nobili non si fermano e uccidono la donna.
Pedro sconvolto dalla notizia inizia una guerra contro il padre che però si conclude presto e dopo la morte del vecchio Alfonso sale al trono senza aver preso una nuova moglie anzi continuando a cercare gli assassini di Ines dimostrandosi inoltre severo e crudele.
Quando finalmente gli esecutori del delitto vengono catturati Pedro li condanna a morte e in seguito obbliga a corte a rendere omaggio all'unica donna della sua vita che aveva fatto disseppellire e sedere al trono come una vera regina.  
Il film si conclude con una scena nel monastero di Alcobaca dove la coppia è stata sepolta.